# Запорожченко, Михаил Иванович
Михаил Иванович Запорожченко (5 июня 1893 года, город Карловка, ныне Полтавская область — 20 мая 1970 года, Москва) — советский военный деятель, Генерал-лейтенант (1945 год).

## Биография
Михаил Иванович Запорожченко родился 5 июня 1893 года в городе Карловка ныне Полтавской области.

### Первая мировая и гражданская войны
В 1914 году был призван в ряды Русской императорской армии. Принимал участие в боевых действиях на Юго-Западном фронте Первой мировой войны. В 1917 году был демобилизован в чине старшего унтер-офицера.
В декабре 1918 года был призван в ряды РККА и был назначен на должности курсанта и инструктора строевого обучения 2-х Полтавских командных курсов. С мая 1919 года в составе бригады курсантов воевал на харьковском направлении, находясь на должностях командира роты, начальника боевого участка, командира полка и командира бригады курсантов.
С октября 1919 года был слушателем Академии Генштаба, преобразованной в 1921 году в Военную академию РККА
С мая по октябрь 1920 года исполнял должность начальника Полтавских пехотных курсов, а с апреля по октябрь 1921 года исполнял должность помощника начальника оперативного отдела штаба Туркестанского фронта. Принимал участие в боях на Южном и Туркестанском фронтах.

### Межвоенное время
По окончании в августе 1923 года Военной академии РККА был назначен на должность командира роты 142-го стрелкового полка (48-я стрелковая дивизия, Московский военный округ), в апреле 1924 года — на должность командира батальона (стажёр) 144-го стрелкового полка, в июле — на должность начальника штаба 18-й стрелковой дивизии, а в январе 1927 года — на должность начальника 6-го отдела штаба Московского военного округа.
С января 1928 года был слушателем Курсов усовершенствования высшего начальствующего состава при Военной академии РККА имени М. В. Фрунзе, по окончании которых с марта того же года состоял в распоряжении 4-го Управления РККА, а в апреле 1929 года был назначен на должность начальника бюро рационализации техники РККА, а в мае 1932 года — на должность начальника Военного института рационализации труда и техники РККА.
С сентября 1936 года состоял в распоряжении Управления по начсоставу РККА и в январе 1937 года был назначен на должность начальника Бакинского пехотного училища. С июля 1938 года находился под следствием органов НКВД, а с ноября 1939 года был в распоряжении Управления по начсоставу РККА. В марте 1940 года был назначен на должность начальника 2-го Орджоникидзевского пехотного училища.

### Великая Отечественная война
В начале Великой Отечественной войны находился на той же должности.
В июле 1941 года был назначен на должность командира 409-й стрелковой дивизии, а в ноябре 1942 года — на должность командира 197-й стрелковой дивизии, которая оборонялась на левом берегу Дона. В декабре 1942 года дивизия в ходе контрнаступления под Сталинградом прорвала сильно укреплённую оборону противника и, развивая наступление, освободила до 170 населённых пунктов. За отвагу, проявленную в боях с противником, дивизия была преобразована во 59-ю гвардейскую. С продолжением преследования противника дивизия в январе 1943 года форсировала Северский Донец и овладела плацдармом на её правом берегу, за что командир дивизии Михаил Иванович Запорожченко был награждён орденом Суворова 2 степени.
В феврале 1943 года был назначен на должность командира 18-го стрелкового корпуса, в апреле — на должность заместителя командующего 3-й гвардейской армией, а в сентябре — на должность командира 4-го гвардейского стрелкового корпуса, который участвовал в ходе Донбасской наступательной операции, в ходе которой Запорожченко проявил решительность и твердость в управлении дивизии при освобождении города Лозовая, за что был награждён орденом Красного Знамени. С ноября 1943 года находился в госпитале по болезни.
В феврале 1944 года был назначен на должность заместителя командующего войсками Орловского военного округа, а в августе того же года — на должность командира 11-го стрелкового корпуса. Успешно руководил частями корпуса в ходе Западно-Карпатской и Пражской наступательных операций.

### Послевоенная карьера
С сентября 1945 года находился в распоряжении ГУК НКО. В январе 1946 года был назначен на должность командира 20-го гвардейского стрелкового корпуса, а с июня 1948 года состоял в распоряжении главнокомандующего СВ.
В июне 1949 года генерал-лейтенант Михаил Иванович Запорожченко вышел в отставку. Умер 20 мая 1970 года в Москве.

## Награды
- Орден Ленина;
- Четыре ордена Красного Знамени;
- Орден Богдана Хмельницкого 1 степени;
- Орден Суворова 2 степени;
- Медали СССР.

### Иностранные награды
- Командор Ордена Британской Империи (Великобритания, 1944)[1]
- Орден Белого льва «За победу» (ЧССР).